# Hydrometra australis
Hydrometra australis är en insektsart som beskrevs av Thomas Say 1832. Hydrometra australis ingår i släktet Hydrometra och familjen vattenmätare. Inga underarter finns listade i Catalogue of Life.